# Diocesi di Três Lagoas
La diocesi di Três Lagoas (in latino Dioecesis Trilacunensis) è una sede della Chiesa cattolica in Brasile suffraganea dell'arcidiocesi di Campo Grande. Nel 2022 contava 210.000 battezzati su 291.000 abitanti. È retta dal vescovo Luiz Gonçalves Knupp.

## Territorio
La diocesi comprende 10 comuni nella parte nord-orientale dello Stato brasiliano del Mato Grosso do Sul: Três Lagoas, Brasilândia, Santa Rita do Pardo, Água Clara, Selvíria, Aparecida do Taboado, Paranaíba, Inocência, Cassilândia e Chapadão do Sul.
Sede vescovile è la città di Três Lagoas, dove si trova la cattedrale di Sant'Antonio.
Il territorio si estende su una superficie di 57.877 km² ed è suddiviso in 15 parrocchie, raggruppate in 2 foranie: Paranaíba e Três Lagoas.

## Storia
La diocesi è stata eretta il 3 gennaio 1978 con la bolla Sacer Praesul di papa Paolo VI, ricavandone il territorio dalla diocesi di Campo Grande (oggi arcidiocesi).
Originariamente suffraganea dell'arcidiocesi di Cuiabá, il 27 novembre dello stesso anno è entrata a far parte della provincia ecclesiastica dell'arcidiocesi di Campo Grande.

## Cronotassi dei vescovi
Si omettono i periodi di sede vacante non superiori ai 2 anni o non storicamente accertati.
- Geraldo Majela Reis † (3 gennaio 1978 - 3 febbraio 1981 nominato arcivescovo di Diamantina)
- Izidoro Kosinski, C.M. † (8 maggio 1981 - 7 gennaio 2009 ritirato)
- José Moreira Bastos Neto † (7 gennaio 2009 - 26 aprile 2014 deceduto)
- Luiz Gonçalves Knupp, dal 25 febbraio 2015

## Statistiche
La diocesi nel 2022 su una popolazione di 291.000 persone contava 210.000 battezzati, corrispondenti al 72,2% del totale.
| anno | popolazione | popolazione | popolazione | presbiteri | presbiteri | presbiteri | presbiteri                | diaconi | religiosi | religiosi | parrocchie |
| anno | battezzati  | totale      | %           | numero     | secolari   | regolari   | battezzati per presbitero | diaconi | uomini    | donne     | parrocchie |
| ---- | ----------- | ----------- | ----------- | ---------- | ---------- | ---------- | ------------------------- | ------- | --------- | --------- | ---------- |
| 1980 | 180.800     | 226.000     | 80,0        | 10         | 1          | 9          | 18.080                    | 8       | 9         | 45        | 9          |
| 1990 | 122.000     | 158.000     | 77,2        | 12         | 2          | 10         | 10.166                    | 5       | 10        | 38        | 11         |
| 1998 | 144.000     | 180.000     | 80,0        | 13         | 4          | 9          | 11.076                    | 5       | 9         | 29        | 13         |
| 2001 | 156.000     | 208.000     | 75,0        | 9          | 3          | 6          | 17.333                    | 9       | 6         | 39        | 13         |
| 2002 | 166.180     | 207.715     | 80,0        | 18         | 7          | 11         | 9.232                     | 6       | 11        | 43        | 13         |
| 2003 | 214.718     | 246.926     | 87,0        | 13         | 5          | 8          | 16.516                    | 11      | 9         | 43        | 13         |
| 2004 | 161.039     | 214.718     | 75,0        | 18         | 9          | 9          | 8.946                     | 12      | 9         | 27        | 13         |
| 2010 | 183.000     | 243.000     | 75,3        | 22         | 9          | 13         | 8.318                     | 10      | 21        | 42        | 13         |
| 2014 | 193.370     | 264.890     | 73,0        | 17         | 10         | 7          | 11.374                    | 12      | 12        | 41        | 15         |
| 2017 | 197.900     | 274.250     | 72,2        | 17         | 9          | 8          | 11.641                    | 10      | 13        | 41        | 15         |
| 2020 | 206.000     | 285.822     | 72,1        | 18         | 12         | 6          | 11.444                    | 8       | 11        | 41        | 15         |
| 2022 | 210.000     | 291.000     | 72,2        | 21         | 15         | 6          | 10.000                    | 6       | 6         |           | 15         |